# Eschelbach (Murr)
Der Eschelbach ist ein 4 km langer Bach des Murrhardter Waldes im Rems-Murr-Kreis im nördlichen Baden-Württemberg, der im Ortsteil Schleißweiler von Sulzbach an der Murr von links und aus dem Südwesten kommend in die obere Murr mündet.

## Geographie

### Verlauf
Der Eschelbach entsteht an der Sehne des Flussbogens der oberen und mittleren Murr, dessen nordwestlicher Gipfelpunkt etwa in Sulzbach an der Murr liegt. Seine Quelle liegt am bewaldeten Nordostabhang des Zollstock (543,7 m ü. NHN) auf etwa 530 m ü. NHN, etwa 600 Meter entfernt vom Wanderheim Eschelhof in der südlichen Gemeindegemarkung Sulzbachs. Der Bach läuft seinen ersten halben Kilometer nordwestlich durch eine kleine Schlucht auf etwa 480 m ü. NHN hinab an den Rand der den Eschelhof umgebenden Lichtung.
Wo er diese erreicht, knickt er im rechten Winkel nach Südosten ab und durchläuft am Waldrand auf dem nächsten halben Kilometer dessen zwei Vorteiche und den halbhektargroßen Eschelweiher. Hier löst er sich vom Lichtungsrand und wendet sich dann nach und nach wieder auf nun dauerhaften Nordostkurs, den er am Zulauf des einen halben Kilometer langen rechten Reutebachs erreicht hat. Dieser entsteht im Reutewald am Nordwestabfall des zweithöchsten Bergs Springstein (532,5 m ü. NHN) im Einzugsgebiet auf etwa 495 m ü. NHN. An diesem Zulauf läuft der Eschelbach schon in einem insgesamt fast einen Kilometer langen steilen Klingenriss in einem sich mehr und mehr eintiefenden Waldtal zwischen dem Buchenrain zur Linken und dem Hangwald unterhalb der Höhenrodungsinsel um den Murrhardter Weiler Siebenknie zur Rechten. Auf etwa 600 Metern dieses Abschnitts folgt dem Bach auch die dem Reutebach entlang abgestiegene Gemarkungsgrenze zwischen Sulzbach an der Murr links und Murrhardt rechts. Ab einer Talgrundhöhe von etwa 350 m ü. NHN entwickelt sich eine Sohle und das Tal fällt nun flacher, hier verlässt die Kommunalgrenze wieder das Tal entlang einem anderen rechten Zufluss aus Richtung Siebenknie.
Etwa dreihundert Meter abwärts beginnt sich der Grund des Tals zu öffnen und es wird weiter und muldenartiger, nach weiteren 400 Metern mündet unter auf beiden Seiten freien Unterhängen auf knapp 210 m ü. NHN der Ittenberger Bach, zuletzt von Westen kommend, in den Eschelbach. Es ist sein mit 1,9 km Länge und ca. 1,7 km² Einzugsgebiet bedeutendster Zufluss. Unter Aufnahme einiger Zuflüsse vom rechten Hang, deren begleitende Galerien als Waldzungen teils bis an sein Ufer herabreichen, fließt der Bach nordöstlich weiter und tritt hinter der letzten Galerie, am ersten Haus des Sulzbacher Ortsteils Schleißweiler, auf rund 185 m ü. NHN in die weite Talebene der Murr aus. Auf den letzten wenigen hundert Metern läuft der Eschelbach im Weichbild des Weilers, unterquert darin die Bahnstrecke Waiblingen–Schwäbisch Hall-Hessental und mündet schließlich auf unter 275 m ü. NHN von links in die obere Murr, die hier westnordwestlich von Murrhardt nach Sulzbach läuft.

### Einzugsgebiet
Das Einzugsgebiet des Eschelbachs umfasst 4,8 km², die überwiegend im Naturraum Murrhardter Wald liegen und mit dem deutlich geringeren Anteil, nämlich nur der Spitze des Mündungskeils, im Naturraum Murrtal, welche beide Teile des Schwäbisch-Fränkischen Waldes sind. In längster Erstreckung von seiner Südwestecke auf dem Gipfel des Zollstock im Südwesten etwas über der Eschelbachquelle bis zur Mündung an seiner Nordostspitze misst es etwa 3,6 km, quer dazu vom Springstein-Gipfel  im Südosten bis zu einer flacheren Feldkuppe in der Höhenflurinsel um Sulzbach-Ittenberg 2,5 km.
Die höchste Wasserscheide verläuft an der Südseite zwischen Springstein (532,5 m ü. NHN) im Südosten und Zollstock (543,7 m ü. NHN)  im Südwesten, hinter ihr sammelt der Brüdenbach die Niederschläge und führt sie über die Weißach der mittleren Murr zu. Jenseits der westlichen Wasserscheide, die vom Zollstock bis zu einer nur 478 m ü. NHN hohen Kuppe bei Ittenberg zieht, fließen vor allem Eichelbach und weiter aufwärts Reichenbach westwärts zur mittleren Murr beim Weiler Reichenbach der Gemeinde Oppenweiler. Die nördliche läuft im Bereich um Sulzbach und so nahe am Murrtalrand, dass diese von der Grenze her nur kurze Zuläufe erreichen. Die östliche Einzugsgebietsgrenze zieht dann von der Mündung bis zurück zum Springstein-Gipfel, hier stößt schon bald das Entwässerungsgebiet des in Murrhardt die aufwärtige Murr erreichenden Hörschbachs an.
Etwa drei Viertel der Fläche sind bewaldet. Der Fluranteil verteilt sich auf – nach absteigendem Anteil sortiert – die Höhenrodungsinsel um Sulzbach-Ittenberg links des oberen Ittenberger Bachs, den offenen Talgrund und die Unterhänge des unteren Tals mitsamt dem Murrtalanteil, die Höhenrodungsinsel um Murrhardt-Siebenknie und schließlich auf die Lichtung um den Sulzbacher Eschelhof. Hierbei sind die Landwirtschaftsflächen auf der Hochebene und im Murrtal überwiegend Äcker, während es im offenen Untertal mehr Wiesen und Baumstücke gibt. Die einzigen Siedlungsplätze im Einzugsgebiet sind der Weiler Ittenberg (ganz), das Einzelanwesen – heute Wanderheim – Eschelhof (ganz) und der Weiler Siebenknie (nur mit wenigen Häusern) auf der Hochfläche sowie der Weiler Schleißweiler (etwa zur Hälfte) im Murrtal. Die Kleinstadt Murrhardt hat einen Flächenanteil von knapp einem Sechstel am Ostrand, zur Gemeinde Auenwald gehört rund 1 ha Wald ganz im Süden, der große Rest von rund 4,0 km² gehört zur Gemeinde Sulzbach an der Murr. Die Bevölkerung ist spärlich.

### Zuflüsse und Seen
Liste der Zuflüsse und  Seen von der Quelle zur Mündung. Gewässerlänge, Seefläche, Einzugsgebiet und Höhe nach den entsprechenden Layern auf der Onlinekarte der LUBW. Andere Quellen für die Angaben sind vermerkt.
Ursprung des Eschelbachs auf etwa 530 m ü. NHN am Beginn eines Klingenrisses nach Nordosten den Unterhang des Zollstock 543,7 m ü. NHN hinab auf die Lichtung um den Sulzbacher Eschelhof.
- Durchfließt etwa zwischen 470 und 460 m ü. NHN zwei kleine Vorteiche und den Eschelweiher[LUBW 6] am Südrand der Lichtung um den Eschelhof, zusammen 0,6 ha. Nach dem letzten wieder Nordostlauf.
- (Waldbach), von rechts und Süden auf etwa 430 m ü. NHNunter der Breithalde, ca. 0,2 km[LUBW 7] und ca. 0,2 km². Entsteht auf etwa 460 m ü. NHN im Reutewald.
- Reutebach, von rechts und Südosten auf etwa 400 m ü. NHN zwischen Eschelhof und Murrhardt-Siebenknie, 0,5 km und ca. 0,2 km². Entsteht auf etwa 495 m ü. NHN nordnordwestlich des Springstein-Gipfels (532,5 m ü. NHN) am Waldwegrand. Diesem Zufluss entlang läuft die Grenze zur Gemarkung der Stadt Murrhardt rechts des Bachbetts ins Tal und folgt dann dem Eschelbach talabwärts auf etwa 600 Metern.
- (Waldbach), von links und Westen auf rund 380 m ü. NHN zwischen Eschelhof und Siebenknie, ca. 0,5 km[LUBW 7] und ca. 0,3 km². Entsteht unbeständig auf etwa 460 m ü. NHN nordöstlich des Eschelhofs im Wald.
- (Waldklingenbach), von rechts und Südosten auf rund 360 m ü. NHN westnordwestlich von Siebenknie, 0,6 km und ca. 0,2 km². Entsteht auf etwa 481 m ü. NHN am Westrand der Rodungsinsel um Siebenknie im Wald.
- (Waldhangbach), von rechts und Südosten auf unter 350 m ü. NHN nordwestlich von Siebenknie, 0,4 km und ca. 0,1 km². Entspringt dem Bergbrunnen auf etwa 465 m ü. NHN am Nordwestrand der Siebenknier Rodungsinsel.
- (Waldhangbach), von rechts und Südosten auf etwa 317 m ü. NHN am Beginn des zur Murr hin offenen Tals, ca. 0,4 km[LUBW 7] und unter 0,1 km². Entspringt einer Quelle auf über 445 m ü. NHN nordnordwestlich von Siebenknie am Waldhang Dörnich.
- Ittenberger Bach, von links und aus dem Südwesten auf unter 310 m ü. NHN ca. 0,6 km südwestlich des ersten Hauses von Schleißweiler, 1,9 km und ca. 1,7 km².[LUBW 7] Entspringt auf etwa 475 m ü. NHN am Nordosthang des Bühls (495,7 m ü. NHN) nahe am Wasserreservoir. Der Bach läuft anfangs nördlich und zieht einen 90°-Rechtsbogen bis zur Mündung auf zuletzt Ostlauf.
  - (Kleinerer Quellast des Ittenberger Bachs), von links und Westen auf etwa 405 m ü. NHN südöstlich von Ittenberg vor dem steilen Bachriss an dessen Lauf, ca. 0,4 km[LUBW 7] und ca. 0,3 km².[LUBW 5] Entsteht unbeständig auf unter 450 m ü. NHN im südlichen Weichbild von Ittenberg.
    -  Entwässert einen nahen Teich im Ittenberger Weichbild links der obersten Laufs auf etwa 345 m ü. NHN, weit unter 0,1 ha.

  - (Waldklingenbach), von links und aus dem Nordwesten auf etwa 380 m ü. NHN, ca. 0,4 km[LUBW 7] und ca. 0,2 km².[LUBW 5] Entspringt auf etwa 440 m ü. NHN wenig nordöstlich von Ittenberg noch in der Flur.
  - (Waldklingenbach), von links und aus dem Nordwesten auf etwa 375 m ü. NHN an der Talwaldwegschlinge zum steilen Obertal, ca. 0,2 km[LUBW 7] und ca. 0,1 km². Entsteht auf etwa 420 m ü. NHN am Waldrand.
  - (Waldklingenbach), von links und Nordwesten auf etwa 340 m ü. NHN, 0,5 km und ca. 0,2 km². Entsteht unbeständig auf etwa 435 m ü. NHN im Hangwald östlich der Rodungsinsel um Ittenberg.
- (Hangbach), von rechts und Süden auf etwa 300 m ü. NHN wenig vor der Bachquerung eines Feldweges, 0,7 km und ca. 0,2 km². Entsteht auf etwa 463 m ü. NHN in einer Baumgruppe nördlich von Siebenknie. Beginnt und mündet in der Flur und durchläuft dazwischen das mittlere Dörnich.
- (Hangbach), von rechts und Südosten auf etwa 295 m ü. NHN unterhalb der beim vorigen genannten Feldwegquerung, ca. 0,4 km[LUBW 7] und ca. 0,1 km². Entsteht auf über 370 m ü. NHN im östlichen Waldhang Dörnich.
- (Waldhangbach), von rechts und Südsüdosten auf etwa 285 m ü. NHN an einer Feldwegquerung am ersten Gebäude von Schleißweiler, ca. 0,5 km[LUBW 7] und ca. 0,1 km². Entsteht auf über 370 m ü. NHN im Wald an einem höhenlinienparallelen Wirtschaftsweg und wird bis zur Mündung durch die Flur von einer Galerie begleitet.

Mündung des Eschelbachs von links und Südwesten auf unter 275 m ü. NHN durch Schleißweiler in die obere Murr. Der Bach ist 4,0 km lang und hat ein 4,8 km² großes Einzugsgebiet.

## Geologie
Das Einzugsgebiet des Eschelbachs liegt im Mittelkeuper. Ursächlich für die ausgeprägten Hochflächenanteile sind die erosionsresistenten Sandsteinschichten des Stubensandsteins (Löwenstein-Formation), auf denen die Quellen der zwei Hauptbäche liegen. Unterhalb folgen an den Talhängen rasch nacheinander Obere Bunte Mergel (Mainhardt-Formation), Kieselsandstein (Hassberge-Formation),  Untere Bunte Mergel (Steigerwald-Formation) und ein sehr schmales Band von Schilfsandstein (Stuttgart-Formation). Die Mergelschichten lassen die steilen Talhänge leicht rutschen. Unterste zutage tretende Schicht ist der Gipskeuper (Grabfeld-Formation), der schon in den zwei Oberlauftälern vor dem Zusammenfluss von Ittenberger Bach und Eschelbach erreicht wird und in dem der Eschelbach auch in die Murr mündet. An seinem Eintritt in die Murraue hat der Bach einen Mündungsfächer abgelagert, der den in einem breiten Streifen von Hochwassersediment laufenden Vorfluter Murr ein Stück weit zum Gegenhang verdrängt hat.

## Schutzgebiete

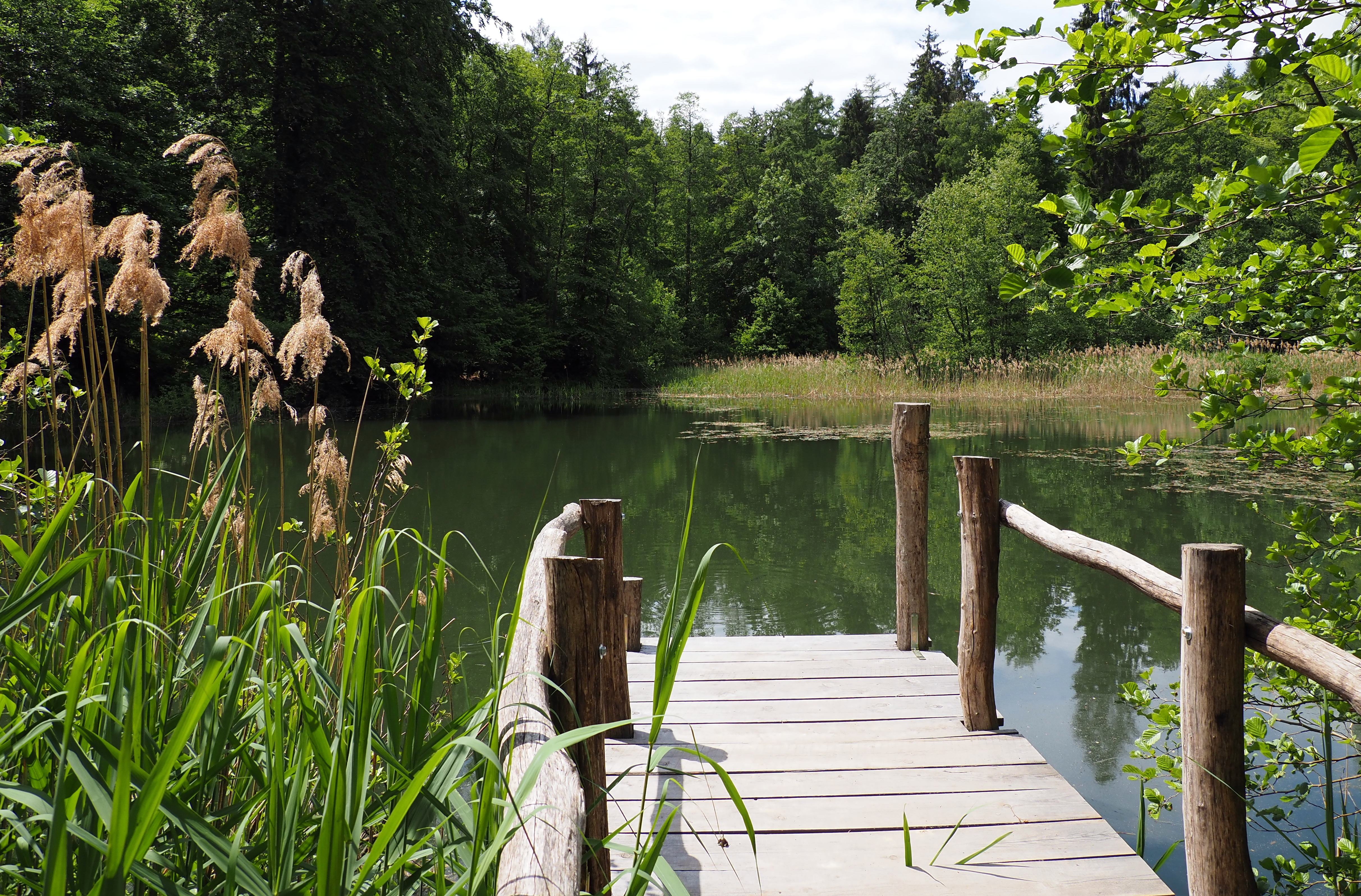
Teich im Schutzgebiet "Teich und Bachgrund des Eschelbachs"

Das Einzugsgebiet des Eschelbachs liegt im Naturpark Schwäbisch-Fränkischer Wald. Eine Fläche von etwa 15 ha um den Eschelhof ist als Landschaftsschutzgebiet Eschelhof ausgewiesen, 33 ha im offenen Untertal als Landschaftsschutzgebiet Eschelbachtal.
3,6 ha an der Südspitze der Lichtung um den Eschelhof mit dem Eschelweiher und seiner Feuchtbiotopumgebung sind zum flächenhaften Naturdenkmal Teich und Bachgrund des Eschelbachs erklärt, ebenso 0,2 ha an einem aufgelassenen Sandsteinbruch südlich von Ittenberg zum Naturdenkmal Ehemaliger Stubensandsteinbruch sowie 0,7 ha mit einem naturnahen Eschen-Erlen-Schluchtwald unmittelbar vor dem Flureintritt des Eschelbachs zum Naturdenkmal Urtümlicher Eschen-Erlen-Schluchtwald.
In den Waldklingen von Eschelbach und seiner Zuläufe folgen naturnahe Biotope am Bach und an den mergeligen Hängen den Wasserläufen; hinzu kommen die Feuchtbiotope beim Eschelweiher und die Flurbäche des rechten Unterhangs mit ihren Baumgalerien.

### LUBW
Amtliche Online-Gewässerkarte mit passendem Ausschnitt und den hier benutzten Layern: Lauf und Einzugsgebiet des Eschelbachs

Allgemeiner Einstieg ohne Voreinstellungen und Layer: Daten- und Kartendienst der Landesanstalt für Umwelt Baden-Württemberg (LUBW) (Hinweise)
1. 1 2 3  Höhe nach dem Höhenlinienbild auf dem Hintergrundlayer Topographische Karte.
2. 1 2  Länge nach dem Layer Gewässernetz (AWGN).
3. 1 2  Einzugsgebiet nach dem Layer Basiseinzugsgebiet (AWGN).
4. ↑  Seefläche nach dem Layer Stehende Gewässer.
5. 1 2 3  Einzugsgebiet abgemessen auf dem Hintergrundlayer Topographische Karte.
6. ↑  Name des Eschelweihers nach dem Layer Biotop des Online-Kartenservers der LUBW.
7. 1 2 3 4 5 6 7 8 9  Länge abgemessen auf dem Hintergrundlayer Topographische Karte.

### Andere Belege
1. ↑  Hansjörg Dongus: Geographische Landesaufnahme: Die naturräumlichen Einheiten auf Blatt 171 Göppingen. Bundesanstalt für Landeskunde, Bad Godesberg 1961. → Online-Karte (PDF; 4,3 MB)
2. ↑  Geologie nach der unter →Literatur angegebenen Geologischen Karte. Siehe – in allerdings sehr viel gröberer Auflösung – auch auf: Mapserver des Landesamtes für Geologie, Rohstoffe und Bergbau (LGRB) (Hinweise)